# Alcimus anax
Alcimus anax là một loài ruồi trong họ Asilidae. Alcimus anax được Speiser miêu tả năm 1924.